# 90年代
90年代（きゅうじゅうねんだい）は、西暦（ユリウス暦）90年から99年までの10年間を指す十年紀。

## 主な人物
- ドミティアヌス : ローマ皇帝（在位 : 81年 - 96年）
- ネルウァ : ローマ皇帝（在位 : 96年 - 98年）